# Vernonia zernyi
Vernonia zernyi là một loài thực vật có hoa trong họ Cúc. Loài này được Gilli miêu tả khoa học đầu tiên năm 1974.